# Suore adoratrici del Santissimo Sacramento del Cuore Immacolato di Maria
Le suore adoratrici del Santissimo Sacramento del Cuore Immacolato di Maria (in spagnolo Hermanas Adoratrices del Santísimo Sacramento del Inmaculado Corazón de María) sono un istituto religioso femminile di diritto pontificio: le suore di questa congregazione pospongono al loro nome la sigla R.A.

## Storia
La congregazione venne fondata nel 1885 a Córdoba, in Argentina, dal gesuita spagnolo José María Bustamante (1834-1909): approvata da Juan José Blas Tissera, vescovo di Córdoba, il 4 settembre 1885, ricevette il pontificio decreto di lode il 12 febbraio 1896.

## Attività e diffusione
Le religiose della congregazione si dedicano all'adorazione del Santissimo Sacramento e all'educazione della gioventù.
Sono presenti in Argentina e in Uruguay; la sede generalizia è a Buenos Aires.
Alla fine del 2008, la congregazione contava 37 religiose in 12 case.